# كريستوفر شابمان
كريستوفر شابمان هو مخرج كندي، ولد في 24 يناير 1927 في تورونتو في كندا، وتوفي في 24 أكتوبر 2015 في يوكسبريدج في كندا.
أشهر أعماله الفيلم القصير «مكان للوقوف» A Place to Stand في عام 1967،والذي فاز بجائزة الأوسكار كأفضل فيلم حي قصير. كما كان رائدا في تقنية الصورة متعددة الديناميكية والتي استخدمت فيما بعد في الأفلام وبرامج التلفاز.

## وصلات خارجية
- كريستوفر شابمان على موقع IMDb (الإنجليزية)
- كريستوفر شابمان على موقع أول موفي (الإنجليزية)
- كريستوفر شابمان على موقع قاعدة بيانات الأفلام السويدية (السويدية)
- كريستوفر شابمان على موقع قاعدة بيانات الفيلم (الإنجليزية)
- كريستوفر شابمان على موقع كينوبويسك (الروسية)